# Исаково (Вашкинский район)
Исаково — деревня в Вашкинском районе Вологодской области.
Входит в состав Пиксимовского сельского поселения, с точки зрения административно-территориального деления — в Пиксимовский сельсовет.
Расстояние по автодороге до районного центра Липина Бора — 36 км, до центра муниципального образования деревни Пиксимово — 4 км. Ближайшие населённые пункты — Новец, Ростани, Ушаково.
По данным переписи в 2002 году постоянного населения не было.